# Ансамбль народних танців і пісень Хорватії LADO
Ансамбль народних танців і пісень Хорватії LADO (хорв. Ansambl narodnih plesova i pjesama Hrvatske LADO) — це хорватський професійний фольклорний ансамбль, заснований у 1949 р. у Загребі. Сьогодні в ансамблі є 37 найкращих танцюристів, співаків та 14 чудових музикантів, які грають близько півсотні традиційних та класичних інструментів. «Ладо» — це архаїчне слов'янське слово, яке часто використовується в якості співу в старих обрядових піснях північно-західної Хорватії, є синонімом слів «добре», «дорогий» і «милий». У його творчості до цього часу Ансамбль LADO зібрав найвідоміших хорватських етнохореологів та хореографів, музичних аранжувальників, етнографів, фольклористів та диригентів, а також композиторів, натхненних фольклорною музикою.

## Історія ансамблю
Ансамбль LADO був заснований указом уряду Народної Республіки Хорватія 11 листопада 1949 року під назвою Національна асамблея народних танців і пісень (DZNPiP). Його завданням було дослідити, зібрати, художньо обробити і поставити на сцені найкращі зразки багатої хорватської традиції музики та танцю.
У роки після Другої світової війни в країні почали діяти численні самодіяльні фольклорні колективи, серед них фольклорна секція Молодіжного культурно-мистецького товариства «Йожа Влахович» із Загреба під мистецьким керівництвом проф. Звонімір Левакович. Льєвакович був одним із засновників та першим художнім керівником ансамблю LADO. LADO вперше виступив 4 лютого 1950 року в Хорватському національному театрі в Загребі, і вже тоді демонстрував чіткий фокус ансамблю на хорватській традиційній музиці та звичаях.
Протягом своїх багаторічних успіхів LADO став визнаним своїм сільським співом та архаїчним звучанням традиційних народних інструментів: учасники ансамблю та їх керівники завжди надавали великого значення якісному виконанню та сценічній надійності будь-якої хореографії чи музичного твору, тим самим уникаючи небезпеки перетнути межу «хорошого музичного смаку». Окрім виступу на найвідоміших місцевих та міжнародних сценах та концертних майданчиках, LADO часто виступає на різних великих міжнародних зібраннях та симпозіумах, академіях та урочистостях, ярмарках, світових виставках, універсіадах, олімпіадах, а також багато міжнародних та національних фестивалів народної та музичної музики.

## Особливості LADA
- Ансамбль LADO — це своєрідний музей подорожей, який налічує понад 1200 наборів народних костюмів виняткової цінності та краси, деяким з яких понад 100 років.
- 65 років музичної діяльності і більше 5000 виступів в Хорватії і 48 країн по всьому світу, тридцять альбомів, які були записані на найвищому рівні виробництва.
- Більше 100 хореографій, що представляють дивовижне різноманіття танців, пісень та костюмів на такій невеликій території, як Хорватія, завдяки середземноморському, альпійському, паннонському та балканському впливу.
- 38 кращих артистів, як танцюють, так і співають, 14 кращих музикантів, які грають близько півсотні традиційних та класичних інструментів.
- «2 в 1», LADO — це чудовий танцювальний ансамбль, але також надзвичайний фольклорний хор, здатний виконати програму народних танців та пісень за один вечір, а наступного дня представити себе представницькою вокально-інструментальною програмою.
- Ансамбль також бере участь у навчальних програмах: організовує народні майстер-класи, заняття танцями та вистави для дітей дошкільного та шкільного віку.

## Члени ансамблю
Танцюристи, співаки та солісти ансамблю LADO регулярно співпрацюють з артистичним та танцювальним керівником та диригентом Ансамблю при всій музичній допомозі акомпаніатора. З гравцями та інструментальними солістами програму проводить диригент Ансамблю та керівник оркестру. Окрім танцювальної хореографії, танцюристи та співаки виступають також як чоловічий хор, а танцівники та співаки — жіночий хор Ladarice.

### Вокалісти LADA
Вокалісти LADA — назва вокального ансамблю, в якому співаки та танцюристи ансамблю LADO репрезентативно виконують вокальну музичну традицію південно-хорватських територій. Вокальний ансамбль розпочав свою роботу у вересні 2002 року з ініціативи Івана Іванчана, художнього керівника LADA. Таким чином, співаки LADA ознайомилися з різними стилями та жанрами місцевості, відмінними від колишньої практики співу, яка переважно була пов'язана з північно-хорватськими музичними традиціями. Церковні народні співи та співи клап, два доповнюючих вокальні стилі, що складають основу репертуару цього вокального ансамблю. Починаючи з 2002 року, вокалісти неодноразово виступають у складі ансамблю LADO (вокальні програми Різдва та Великого посту).

### Жіночий хор Ladarice
Історія легендарної Ладаріки починається з 1965 року: фольклор та музика вже серцем і душею відданого Божо Поточника неофіційно зібрали невелику групу членів ансамблю LADO, з якими записав десяток народних пісень для програмних потреб тодішнього Радіо-Загреба. Через рік брати Златко та Божо Поточник офіційно заснували жіночий вокальний ансамбль.

### Оркестр LADA
Оркестр LADA складається з 14 музикантів — мультиінструменталістів, які грають майже на кожному традиційному народному інструменті, який можна зустріти на території Хорватії, а також Південно-Східної Європи. У тому ж концерті, музиканти немає ніяких проблем з струнного ансамблю з цимбалами.
На всіх концертах ансамблю LADO оркестр регулярно супроводжує окремі танцювальні та вокальні виступи, але також виступає окремо, виконуючи різні віртуозні інструментальні композиції та музичні аранжування. За останні десять років учасники оркестру виконали ряд сольних концертів.

### Колекція костюмів
LADO має унікальну колекцію оригінальних народних костюмів виняткової цінності та краси, які систематично збирали протягом понад п'ятдесяти років існування Ансамблю. З часом було створено колекцію з понад тисячі двохсот наборів з різних регіонів Хорватії (центральної та низовинної, гірських та прибережних), а також районів за межами Республіки Хорватія, де мешкають хорвати (Боснія та Герцеговина, Воєводина та інші). Географічне положення Хорватії та екологічні умови вирішально вплинули на багатство та різноманітність хорватських народних костюмів. Своєю культурою та історією Хорватія позначена як країна Центральної Європи та Середземномор'я, що призвело до появи чотирьох різних типів традиційного одягу (альпійського, паннонського, динарського та адріатичного). Кожен виступ LADA з танцями та піснею є своєрідним оригінальним показом народних костюмів.

## Нагороди та визнання
- 1954 р. — перша премія на міжнародному фестивалі в Лланголлені (Велика Британія)
- 1962 р. — почесні грамоти міст Сантьяго, Пунта-Аренас та Антофагаста (Чилі)
- 1963 р. — Премія міста Загреб за внесок у збереження та популяризацію хорватської спадщини
- 1967 — День подяки міста Лос-Анджелес (США)
- 1968 — премія міста Загреб за внесок у збереження та популяризацію хорватської спадщини
- 1973 — Клівленд- Кі (США)
- 1974 р. — Міська табличка Загреба
- 1975 — День подяки міста Франкфурт-на-Одері (Німеччина)
- 1978 — Диплом Міжнародного фестивалю в Корці (Ірландія)
- 1979 — Меморіальна дошка міста Загреб
- 2002 — Премія міста Загреб за внесок у збереження та популяризацію хорватської спадщини
- 2002 — Ладо представляв Європу на шостому Всесвітньому симпозіумі хорової музики в Міннеаполісі (США)
- 2003 — премія Орландо за видатні мистецькі досягнення в музиці 54-го Дубровницького літнього фестивалю
- 2004 р. — премія Івана Лукачича за найвищу виставу на 34-х Вараждинських вечорах бароко
- 2006 р. — премія INA за пропаганду хорватської культури у світі
- 2009 — премія міста Загреб за загальний внесок у збереження та популяризацію хорватської спадщини
- 2009 р. — Присудження статусу Хорватського музичного союзу за видатний внесок у хорватську музику з нагоди 60-річчя мистецької діяльності
- 2009 р. — Статут Республіки Хорватія з нагоди 60-річчя мистецької діяльності
- 2014 р. — премія Івана Лукачича за етномузикологічну роботу та збереження хорватської музичної спадщини[2]

## Нагороди за дискографію Porin
Порін за все життя (2002)
Найкращий альбом народної музики:
- На морі та в кінці (2001) [13]
- На зеленій галявині автора Божо Поточник (2003)
- Тітка Ліза та LADO (2008)
- З кайківських регіонів — т. 3 та 4 (2013 р.)

Найкращий різдвяний музичний альбом:
- Різдвяний концерт (2011)

За найкращу народну пісню:
- «Радуйся, Мати Божа» з альбому Too Much Joy (2004)
- «I Feel My Hand Right» з альбому Тітки Лізи та альбому LADO (2008)
- «Шість років минуло» з альбому З кайківських регіонів — т. 3 та 4 (2013)
- «Добрий вечір до тієї квартири» з альбому Пісні народів Європи (2014)

Для найкращого виконання народної музики:
- альбом на зеленій галявині (2003)
- пісня «Спі, спати дитино» з альбому Too Much Joy I Announce To You (2004)
- мелодія «Мій щеня» з альбому Голгофи (2007)
- пісня «Ribica mi plava» з альбому Teta Liza та альбому LADO (2008)
- пісня «Dan svanu kolo» з альбому Різдвяний концерт (2011)
- мелодія «Свята жертва воскресіння» з альбому Вокалісти Лади — Святий Хрест … (2012)
- мелодія «О, сумна Мати, Святе Боже» з альбому О, Ісус, дай мені сльози (2013)
- пісня «Calusul oltenesc» з альбому Songs of the People of Europe (2014)

Найкращий альбом духовної музики:
- Розп'яття Дражена Куриловчана та Від Балога (2003)
- Занадто багато радості я оголошую вам автору Джоско Ćaleta (2004)
- Різдво у світі Томіслав Ухлік (2005)
- Голгофа автора Люби Стипішич-Дельмате (2007)
- Вокалісти Лади — Святий Хрест … (2012)
- О Ісусе, дай мені сльози (2013)

### Альбоми
| - 1987 — Народні пісні та танці Північної Хорватії (RTL) - 1994 — Тіло Христа, народжується молодий цар (BeSTMUSIC) - 1994 — Голгофа (BeSTMUSIC) - 1998 рік — з кайківських регіонів (BeSTMUSIC) - 1998 р. — з кайківських регіонів, т.2 (BeSTMUSIC) - 1998 — З скарбниці хорватської народної музики, т.1 (Мемфіс) - 1999 р. — грати на колесах, грати в бубн т.1 (BeSTMUSIC) - 1999 р. — грати на колесах, грати в бубн т.2 (BeSTMUSIC) - 1999 — час занадто глибокий — (BeSTMUSIC) - 2000 — В морі та в кінці — (BeSTMUSIC) - 2000 — У компанії гравця Vol.1 (BeSTMUSIC) - 2001 — найкрасивіші різдвяні пісні (BeSTMUSIC) - 2001 — У компанії гравця vol.2 (Ладо) - 2001 — На зеленій галявині (Ладо) - 2002 — Розп'яття (Ладо) - 2003 рік — я оголошую вам занадто велику радість (Водолій Рекорди) | - 2003 — LADO electro (Водолій Рекорди) - 2004 — Зоря моя зоря — Анжела Поточник (Водолій Рекорди) - 2004 — Різдво у світі (Водолій Рекорди) - 2005 — З Хорватської національної музичної скарбниці, т.2 (Водолій Рекорди) - 2006 — Голгофа (Водолій Рекорди) - 2007 — Полк і шия (Водолій Рекорди) - 2007 рік — тітка Ліза і Ладо (рекорди Водолія) - 2009 — Джанджа — Вниз по річці (Водолій Рекорди) - 2010 — Різдвяний концерт (Водолій Рекорди) - 2011 — Ана Келін: Музична записка (Водолій Рекорди) - 2011 — Божо Поточник: У льоху Кумека (Водолій Рекорди) - 2012 — О, дай мені сльози Ісус (записи Водолія) - 2012 рік — з каяківських територій — 3 і 4 пули (Водолій Рекорди) - 2013 рік — Пісні країн Європи (Водолій Рекорди) - 2014 — концерт Великого посту: Прохід Хорватських територій (Водолій Рекорди) |